# Éric Abidal
Éric Abidal (Lió, França, 11 de setembre de 1979), és un exfutbolista professional francès que es va retirar el 17 de desembre del 2014. Jugava com a lateral esquerre.

## Biografia
Va formar-se a l'humil Lyon-Duchere, equip dels suburbis de Lió on va arribar al primer equip, el 2000 fou fitxat per l'AS Monaco en principi pel seu segon equip. Va debutar en les files de l'AS Mònaco, en el qual va disputar 22 partits de la lliga al llarg de dues temporades, acabades les quals va ser traspassat al Lilla OSC, on va adoptar el sobrenom d'El Kenyà a causa de la seva força i resistència física. Romangué dos anys en aquest club i hi disputà 62 partits de Lliga.
El seu rendiment va cridar l'atenció de l'Olympique de Lió que va decidir fitxar-lo el 2004 malgrat que uns mesos abans havia estat detingut per la policia francesa en trobar-li 200 grams d'haixix al cotxe.
Durant aquest any Abidal va entrar també en la selecció francesa de futbol amb la qual disputà més tard el Mundial d'Alemanya. En aquesta cita mundialista, la premsa va fer especial èmfasi que la major part dels jugadors que integraven el combinat de Raymond Domenech procedien de les antigues colònies de França i que gairebé cap d'ells era autòcton del país gal. Era el cas d'Abidal, ja que els seus pares havien nascut a Martinica.
Finalment, el 28 de juny del 2007, el FC Barcelona, després d'arribar a un acord amb l'Olympique de Lió, fitxà el lateral francès per 14 milions d'euros i va ser presentat amb el dorsal número 22 (el que havia deixat Saviola).
El 28 d'agost de 2009 jugà com a titular en el partit de la Supercopa d'Europa que enfrontà el Barça contra l'FC Xakhtar Donetsk, que l'equip blaugrana guanyà per 1 a 0 en la pròrroga.
Com a curiositat, cal dir, que durant tota la seva carrera esportiva professional només ha marcat tres vegades: dues amb l'Olympique de Lió, i una amb el FC Barcelona el dia 5 de desembre del 2011, gol que donava al FC Barcelona el seu pas a quarts de final de la Copa del Rei.
El 15 de març de 2011, el FC Barcelona emeté un comunicat on hi anunciava que al jugador se li havia detectat un tumor al fetge, del qual havia de ser tractat quirúrgicament. Immediatament va rebre un ampli suport des de tots els àmbits del barcelonisme, i sobretot de banda dels seus companys de vestidor, que va acabar reflectint-se en acabar la final de la Champions League 2010-11, en què el Barça guanyà al Manchester United FC, quan Abidal fou el jugador que recollí el trofeu d'equip campió de mans de Michel Platini, després que qui ho havia de fer, Carles Puyol, li cedís aquest honor.
El juliol de 2013, després que el FC Barcelona no li va renovar el contracte, va fitxar per l'AS Mònaco per una temporada, més una altra opcional. Va ser subcampió de la Ligue 1 2013/14 amb l'equip del principat.
Encara que el 4 de juliol de 2014, el club monegasc havia anunciat la continuïtat d'Abidal per una temporada més, el futbolista va decidir signar per l'Olympiakos FC dos dies després de la seva renovació.
El 19 de desembre de 2014, Abidal va anunciar la seva retirada com a futbolista.
El 2016 va engegar, juntament amb "Mi compañero de viaje", el projecte Ama la vida, una cançó solidària composta pel productor musical i exjugador del FC Barcelona José Manuel Pinto interpretat a més de pel mateix Abidal, per Chenoa, Dasoul, Lidia Guevara i Pedro García Aguado, entre d'altres.
El 7 de juny de 2018, el FC Barcelona anuncia el retorn d'Abidal al club com a secretari tècnic del primer equip, en substitució de Robert Fernández.
El 18 d'agost de 2020 es va fer públic que havia arribat a un acord amb el Barça per la rescissió de seu contracte, menys de vint-i-quatre hores després de la destitució de Quique Setién.

## Internacional
Ha estat internacional amb la selecció del seu país en el Mundial d'Alemanya 2006.

## Clubs
| Club             | País      | Any       |
| ---------------- | --------- | --------- |
| AS Mònaco        | França    | 2000-2002 |
| Lille OSC        | França    | 2002-2004 |
| Olympique de Lió | França    | 2004-2007 |
| FC Barcelona     | Catalunya | 2007-2013 |
| AS Mònaco        | França    | 2013-2014 |
| Olympiakos FC    | Grècia    | 2014      |

## Palmarès

### Campionats estatals
| Títol               | Club             | País      | Any     |
| ------------------- | ---------------- | --------- | ------- |
| Ligue 1             | Olympique de Lió | França    | 2005    |
| Ligue 1             | Olympique de Lió | França    | 2006    |
| Ligue 1             | Olympique de Lió | França    | 2007    |
| Copa del Rei        | FC Barcelona     | Catalunya | 2008-09 |
| Lliga espanyola     | FC Barcelona     | Catalunya | 2009    |
| Supercopa espanyola | FC Barcelona     | Catalunya | 2009    |
| Lliga espanyola     | FC Barcelona     | Catalunya | 2010    |
| Supercopa espanyola | FC Barcelona     | Catalunya | 2010    |
| Lliga espanyola     | FC Barcelona     | Catalunya | 2011    |
| Supercopa espanyola | FC Barcelona     | Catalunya | 2011    |
| Copa del Rei        | FC Barcelona     | Catalunya | 2011-12 |
| Lliga espanyola     | FC Barcelona     | Catalunya | 2013    |
| Super Lliga Grega   | Olympiakos FC    | Grècia    | 2015    |

### Campionats interestatals
| Títol              | Club         | Any     |
| ------------------ | ------------ | ------- |
| Lliga de Campions  | FC Barcelona | 2008-09 |
| Supercopa d'Europa | FC Barcelona | 2009    |
| Mundial de Clubs   | FC Barcelona | 2009    |
| Lliga de Campions  | FC Barcelona | 2010-11 |
| Supercopa d'Europa | FC Barcelona | 2011    |
| Mundial de Clubs   | FC Barcelona | 2011    |

## Estadístiques de clubs
Actualitzat 30 de gener 2010
| Club             | Temporada     | Lliga | Lliga | Copa  | Copa | Europa | Europa | Total | Total |
| Club             | Temporada     | Part. | Gols  | Part. | Gols | Part.  | Gols   | Part. | Gols  |
| ---------------- | ------------- | ----- | ----- | ----- | ---- | ------ | ------ | ----- | ----- |
| AS Monaco FC     | 2000–01       | 10    |       |       |      |        |        |       |       |
| AS Monaco FC     | 2001–02       | 12    |       |       |      |        |        |       |       |
| AS Monaco FC     | Total         | 22    | 0     |       |      |        |        | 22    | 0     |
| Lille OSC        | 2002-2003     | 26    | 0     |       |      |        |        | 26    | 0     |
| Lille OSC        | 2003-2004     | 34    | 0     |       |      |        |        | 34    | 0     |
| Lille OSC        | Total         | 60    | 0     |       |      |        |        | 60    | 0     |
| Olympique de Lió | 2004-2005     | 28    | 0     | 1     | 1    | 7      | 0      | 36    | 1     |
| Olympique de Lió | 2005-2006     | 15    | 0     |       |      | 6      | 0      | 21    | 0     |
| Olympique de Lió | 2006-2007     | 33    | 0     | 3     | 1    | 7      | 0      | 43    | 1     |
| Olympique de Lió | Total         | 76    | 0     | 4     | 2    | 20     | 0      | 100   | 2     |
| FC Barcelona     | 2007–08       | 30    | 0     | 6     | 0    | 10     | 0      | 46    | 0     |
| FC Barcelona     | 2008–09       | 25    | 0     | 2     | 0    | 5      | 0      | 32    | 0     |
| FC Barcelona     | 2009–10       | 13    | 0     | 3     | 0    | 7      | 0      | 23    | 0     |
| FC Barcelona     | Total         | 68    | 0     | 15    | 1    | 22     | 0      | 101   | 0     |
| Total carrera    | Total carrera | 226   | 0     | 15    | 2    | 42     | 0      | 283   | 2     |